# Psathyrostachys
Psathyrostachys là một chi thực vật có hoa trong họ Hòa thảo (Poaceae).

## Loài
Chi Psathyrostachys gồm các loài: